# August von Tschudi
August Friedrich von Tschudi (* 4. Juni 1815 in Mengeringhausen; † 12. Februar 1878 in Wiesbaden) war ein preußischer Generalmajor.

## Leben

### Herkunft
August war ein Sohn des waldeckschen Majors Rudolf von Tschudi (1773–1854) und dessen Ehefrau Friederike, geborene Voigt (1779–1837).

### Militärkarriere
In seiner Jugend erhielt Tschudi Privatunterricht in einer Pension bei Gosfelden bei Marburg. Anschließend besuchte er das Gymnasium in Marburg und trat nach seinem Abschluss am 4. Juni 1832 als Avantageur in das 15. Infanterie-Regiment der Preußischen Armee ein. Bis Mitte Oktober 1834 avancierte er zum Sekondeleutnant und absolvierte ab Oktober 1840 zur weiteren Ausbildung für drei Jahre die Allgemeine Kriegsschule. Am 27. Juni 1843 wurde er für ein Jahr zur Garde-Artillerie-Brigade kommandiert und dieses Kommando verlängerte sich Ende August 1844 um sechs Monate. 1847 erfolgte seine Kommandierung zum 7. kombinierte Reserve-Bataillon, sowie am 12. August 1848 als Adjutant zur 13. Infanterie-Brigade. Tschudi stieg Mitte September 1848 zum Premierleutnant auf und wurde am 4. Mai 1852 Adjutant der 26. Infanterie-Brigade. Nach seiner Beförderung zum Hauptmann ernannte man ihn am 9. Juli 1853 zum Direktor der Vereinigten Divisionsschule und Präses der Examinationskommission für Fähnriche im VII. Armee-Korps. Am 5. Januar 1856 kam er als Adjutant zum Generalkommando des VII. Armee-Korps. Unter Entbindung von diesem Kommando wurde Tschudi am 18. Januar 1859 mit einem Patent vom 22. Juni 1852 als Kompaniechef in das 25. Infanterie-Regiment versetzt. Er avancierte am 14. Juni 1859 zum überzähligen Major und wurde Ende des Monats mit der Führung des II. Bataillons im 30. Landwehr-Regiment in Saarlouis beauftragt. Unter Stellung à la suite erfolgte Mitte August 1859 seine Ernennung zum Direktor der Kriegsschule in Erfurt. Er bekam am 25. Juni 1864 seiner Beförderung zum Oberstleutnant und wurde am 14. August 1865 als Bataillonskommandeur in das 3. Thüringischen Infanterie-Regiment Nr. 71 versetzt.
Unter Stellung à la suite des Regiments war Tschudi 1866 bei der Mobilmachung zum Deutschen Krieg zum stellvertretenden Großen Generalstab kommandiert. Am 20. September 1866 erhielt er den Charakter als Oberst. Am 13. Oktober 1866 wurde er unter Enthebung seines Kommandos als Kriegsschuldirektor dem 1. Thüringischen Infanterie-Regiment Nr. 31 aggregiert. Mit Patent vom 20. September 1866 wurde er am 14. Februar 1867 zum Oberst befördert und am 18. August 1867 unter Stellung à la suite seines Regiments zum Direktionsmitglied der Kriegsakademie ernannt. Zugleich war Tschudi ab Ende September 1867 auch Mitglied der Studienkommission für die Kriegsschulen. Während der Mobilmachung anlässlich des Krieges gegen Frankreich war Tschudi 1870/71 Kommandant von Glogau. Anschließend kehrte er in seine Friedensstellung zurück und wurde am 17. September 1872 in Genehmigung seines Abschiedsgesuches unter Verleihung des Charakters als Generalmajor mit Pension zur Disposition gestellt. Er starb am 12. Februar 1878 in Wiesbaden.
Der General von Peucker schrieb 1861 in seiner Beurteilung: „Der Major von Tschudi vereinigt in anerkennenswertester Weise in sich alle Eigenschaften, welche für die Leitung einer Kriegsschule zur Sicherung der durch die Organisation dieser Anstalten beabsichtigten wissenschaftlichen und dienstlichen Bildungsgründlichkeit erforderlich und segensreich zu wirken im Stande sind. Aus der Quelle eigener wissenschaftlicher und militärischer Bildung, wie aus der geistigen Belebung eines hohen sittlichen Ernstes, ehrenhafter Gesinnung und regen Pflichtgefühl, schöpft derselbe eine große Sicherheit und Festigkeit sowohl in der intellektuellen als in der praktischen Dienstrichtung seines Dienstbereichs. Frei von wissenschaftlichem Pedantismus, erstrebt er kein unfruchtbares. sondern ein intensives, zu praktischen Können befähigendes Wissen. Er verbindet eine heilsame Strenge mit Humanität und großem Takt und versteht es, in den seiner Führung anvertrauten jungen Leuten ehrenhafte Gesinnung und ein reges Standesbewusstsein zu wecken, so wie er auch den Kreis der zu gemeinsamem Wirken mit ihm berufenen Lehrer und Inspektionsoffiziere einem durch wechselseitiges Vertrauen und innige Hochachtung harmonisch und fest verbundenem Ganzen zu gestalten weiß.“

### Familie
Tschudi heiratete am 24. April 1850 in Wiesbaden Dorothea Weltner (1826–1880). Das Paar hatte mehrere Kinder:
- Rudolf (* 1851), Kapitänleutnant a. D.
- Mary (* 1853)
- Alexander (* 1855), Hauptmann
- Elisabeth (1858–1859)
- Frieda (* 1861) ⚭ 1886 Wilhelm Leuthaus, Hauptmann